# Chrysotoxum formosanum
Chrysotoxum formosanum är en tvåvingeart som beskrevs av Tokuichi Shiraki 1930. Chrysotoxum formosanum ingår i släktet getingblomflugor, och familjen blomflugor.
Artens utbredningsområde är Taiwan. Inga underarter finns listade i Catalogue of Life.